# Fischerspooner
Fischerspooner fue un dúo musical estadounidense de electroclash formado en 1998 en la ciudad de Nueva York. El nombre viene directamente de los apellidos de los fundadores, Warren Fischer y Casey Spooner. Combinando tendencias extremas del electropop (Kraftwerk, Depeche Mode en sus inicios, Gary Numan, entre otros) con un moderno acercamiento a la programación, Fischerspooner produce un estilo de música dance con características robóticas y estrafalarias. Sus álbumes se pueden considerar como la banda sonora para sus actos en el escenario, en lugar de como simples grabaciones para ser interpretadas en vivo.
Originalmente un dúo formado por el músico clásicamente entrenado Warren Fischer y el video-artista y actor de teatro experimental Casey Spooner, el grupo creció hasta 20 hombres en escena, muchos de los cuales son bailarines y vocalistas invitados.
Su álbum debut, #1, originalmente llamado Best Album Ever, ha sido lanzado con diferentes discográficas, incluyendo International DJ Gigolo, Ministry of Sound y Capitol Records, e incluye los hit-sencillos "Sweetness", "Emerge", y la versión de "the 15th", de Wire.
En 2001, se les rindió homenaje por un acto de tributo llamado "Fishyspoon", liderados por el artista Casey Wilder (alias 20faces).
En los últimos meses de 2004, Fischerspooner abrió su propio estudio llamado FS Studio en Nueva York, abierto al público por unas horas a la semana, permitiendo a la gente conocer a la banda y equipo de producción, así como previsualizar nuevos vídeos, y nuevos proyectos de música y danza en los que han estado trabajando. 
En 2005 fue lanzado el segundo álbum de la banda, titulado Odyssey. El álbum presenta canciones más estructuradas que no son en realidad electroclash, si no más precisamente, electropop. El sencillo guía "Just Let Go", presenta sonidos de guitarra y batería en vivo, un sonido muy diferente al escuchado en su primer álbum. Fue presentada en el episodio 15 de la segunda temporada de la serie norteamericana de televisión: Nip/Tuck. El segundo sencillo "Never Win" se convirtió en el éxito más grande de la banda, bien recibido en clubes nocturnos y en radio.
A principios de 2008 el grupo editó dos sencillos, "The Best Revenge" y "Danse en France".
Así sacaron su tercer álbum largo de estudio Entertainment en 2009, que incluía los anteriores singles, y que dio lugar a una gira internacional, siendo "Money can't dance" su as en la manga en todos los conciertos.
El cuarto álbum de estudio titulado SIR, está producido por Michael Stipe de R.E.M. y coproducido por Boots. Inicialmente su lanzamiento estaba programado para el 22 de septiembre de 2017, pero se retrasó al 16 de febrero de 2018. Está editado a través de Ultra. El primer sencillo del álbum "Have Fun Tonight" se lanzó en junio de 2017. Para promocionar la publicación el álbum, en enero de 2018 lanzan el video musical de "TopBrazil".
En 2019, el dúo anunció su separación a través de un post en Instagram.

## Miembros de la banda
- Warren Fischer (compositor)
- Casey Spooner (voz/compositor)
- Sam Kearney (Guitarra)

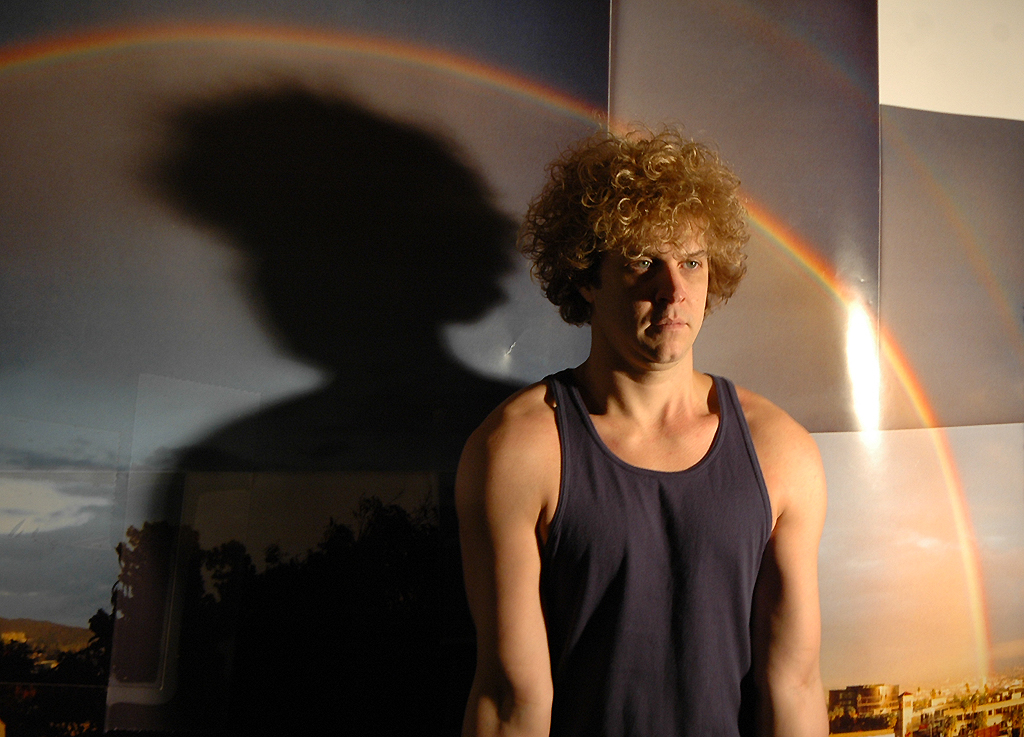
Casey Spooner.

- Peanuts, alias Jeremiah Clancy (asistente de Casey/actor)
- Cindy Greene (coros)
- Lizzy Yoder (coros)
- Ian Pai (director musical, batería)
- Vanessa Walters (coreógrafo, bailarina)
- Stephanie Dixon (bailarina)

## Discografía

### Álbumes
- Bootleg (1998)
- Fischerspooner (2000) - lanzamiento "For Those Who Know"
- #1, originalmente titulado Best Album Ever (El Mejor Álbum de Todos), "International DJ Gigolos" lanzamiento en 2001, Ministry of Sound lanzamiento en 2002, Capitol Records relanzamiento con DVD en 2003.
- Odyssey (2005] US #172[4]
- Entertainment (2009)
- SIR (2018)

### Sencillos
- #1 Supplement EP (2001)
- Emerge (2002) UK #25[5]
- The 15th (2002)
- L.A. Song/Sweetness (2003)
- Just Let Go (2005)
- Never Win (2005) UK #55[5]
- A Kick in the Teeth/All We Are (2005)
- We Need a War (2006)
- The Best Revenge (2008)
- Danse en France (2008)
- Supply & Demand (2009)
- Infidels of the World Unite (2011)
- Have Fun Tonight (2017)
- Togetherness (con Caroline Polachek) (2017)
- Butterscotch Goddam (con Johnny Magee) (2017)
- TopBrazil (2018)

### Videos
- "Emerge - Original Version" (2000)
- "Emerge - Skin Version" (2003)
- "The 15th" (2003)
- "Sweetness" (2003)
- "Just Let Go" (2005)
- "Never Win" (2005)
- "Never Win - Mirwais Version" (2005)
- "All We Are" (made for a Coke-a-Cola project by Rex&Tennant) (http://www.them5.com) (2006)
- "Get confused" (2008)
- "We Are Electric" (2009)
- "The Best Revenge" (2011)
- "Have Fun Tonight" (2017)
- "Togetherness" (2017)
- "Butterscotch Goddam" (2018)
- "TopBrazil" (2018)